# ZyCoV-D
ZyCoV-Dは、インドのBiotechnology Industry Research Assistance Councilの支援を受けたカディラヘルスケアによって臨床試験中のCOVID-19ワクチンのDNAワクチンである。

## 技術
DNAプラスミドベースのワクチン。

## 有効性
2021年3月時点では臨床試験段階のため不明。